# Szermierka na wózkach
Szermierka na wózkach – paraolimpijska wersja szermierki dla osób niepełnosprawnych. W czasie walki zawodnicy siedzą na wózkach szermierczych przymocowanych do tzw. platform. Dyscyplina ta zarządzana jest przez Międzynarodową Federację Sportów na Wózkach. Do programu igrzysk została włączona w Rzymie w 1960 roku.
Oprócz tradycyjnego podziału dyscypliny na floret, szablę i szpadę, istnieje podział według stopnia niepełnosprawności:
- kat. A (amputacje nóg, niedowład),
- kat. B (uraz rdzenia kręgowego z niedowładem nóg lub też minimalnym niedowładem rąk),
- kat. C (całkowity bezwład nóg i niedowład rąk, nie jest w programie IP).